# Електромагнітне випромінювання та здоров'я
Електромагнітне забруднення — вид фізичного забруднення, що виникає унаслідок змін електромагнітних властивостей середовища, спричинених перевищенням рівня електромагнітного фону. Такий фон створюють електромагнітні коливання — взаємозалежні коливання електричних і магнітних полів, які утворюють єдине електромагнітне поле і поширюються у вигляді електромагнітних хвиль. Деякі дослідники називають електромагнітний смог, що виник і сформувався за останні 60-70 років, одним з найпотужніших чинників, що негативно впливають на людину на сьогоднішній момент. Це пояснюється фактично цілодобовим його впливом і стрімким зростанням. Дехто говорить навіть про перехід людства в нову еру інформаційного суспільства, ядром якої є технології та прилади, які випромінюють електромагнітні хвилі.
Електромагнітне забруднення залежить в основному від потужності та частоти випромінюваного сигналу.